# Listă de zei în mitologia celtică
- Zeii celți:
  - Belenus zeu al focului și al vindecării
  - Belisama zeiță a războiului și a artelor
  - Badb zeiță a războiului
  - Brigid zeița fecundității
  - Cernunnos zeul animalelor
  - Dagda zeul suprem
  - Dana (Danu sau Ana) zeița-mamă
  - Diancecht zeul medicinei
  - Goibniu zeul metalurgiei
  - Lug zeul soarelui, al luminii și al cunoașterii
  - Macha
  - Manannan
  - Morrigan zeiță a războiului
  - Nuada
  - Oengus zeul soarelui
  - Ogma zeul elocvenței
  - Rosemerta
  - Tentatis zeul războiului și protectorul tribului